# 基督神话论
基督神话论，或耶稣神话论是认为有关耶稣的故事没有历史事实为依据的神话作品，或者按巴特·叶尔曼的说法指的是认为历史上耶稣不存在的观点，又或者是即使耶稣曾经存在，也与建立基督教无关。不过，主流学术观点认为生活在公元1世纪犹大地区的耶稣在历史上确有其人，而且他很可能接受过施洗并被钉在了十字架上。除此之外，史学界并没有关于福音书中其他故事在历史上是否真实发生的共识。